# Kalasasaya
Koordinaten: 16° 33′ 18″ S, 68° 40′ 25″ W

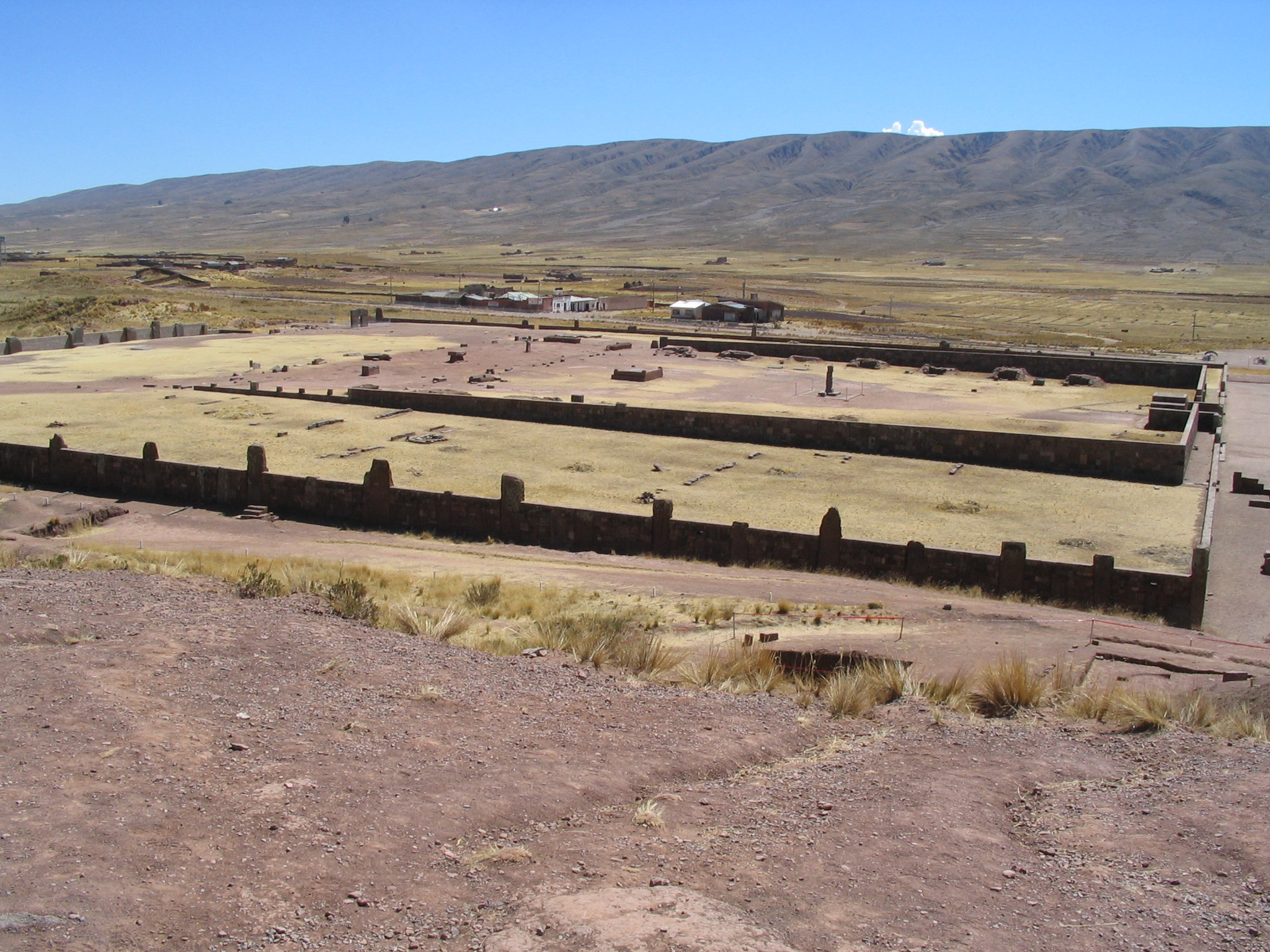
Kalasasaya mit amateurarchäologisch rekonstruierten Außenmauern

Kalasasaya (auch: Kalasaya, Aymara: kala = Stein; saya oder sayasta = stehend, daher etwa „Platz der stehenden Steine“; in älterer Literatur „große Steineinzäunung von Ak-kapana“) ist ein Ruinengebiet der Ruinenstätte Tiwanaku in Bolivien. Sie ist eine Anlage, die aus einer Mauer aus mittelgroßen Steinen besteht, die von großen Steinsäulen durchsetzt ist. Einst führten zahlreiche Treppen in die Struktur. Kalasasaya wird gelegentlich auch als „Amerikas Stonehenge“ bezeichnet. Heute befinden sich Inneren der Stätte der Ponce-Monolith, der Mönch-Monolith und das sogenannte „Sonnentor von Tiwanaku“.

## „Amerikas Stonehenge“

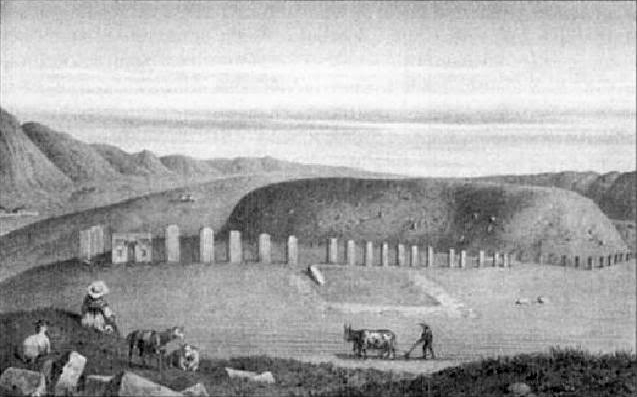
Historische Darstellung Kalasasayas mit Akapana im Hintergrund von Alcide Dessalines d’Orbigny in Voyage dans l'Amérique méridionale (1846)

Frühe Gelehrte bezeichneten die Pfeiler von Kalasasaya als „Amerikas Stonehenge“, so beispielsweise Ephraim George Squier. Nach Alphons Stübel und Max Uhle erweckt Kalasasaya aufgrund seiner Ähnlichkeit mit den äußeren Merkmalen von Stonehenge in England einen besonders antiquierten Eindruck (die in die Höhe ragenden Pfeiler von Kalasasaya ohne die rekonstruierten Füllsteine ergaben damals einen Stonehenge-artigen Anblick). Es wurde jedoch in Frage gestellt, ob dieser äußere Zustand des Bauwerks in seiner damaligen Form wirklich die gleiche Übereinstimmung mit den alten megalithischen Steinbauten Englands aufweisen würde, wenn es in unversehrtem Zustand erhalten geblieben wäre. Dennoch sei die Ähnlichkeit von Kalasasaya mit Stonehenge allein nicht ausreichend, um der Struktur ein höheres Alter zuzuschreiben. Gegen ein höheres alter würde eine stilistische Übereinstimmung mit anderen Bauten der Ruinenstätte sprechen.

## Anlage
Kalasasaya ist eine niedrige Plattform westlich des halbunterirdischen Tempels von Tiwanaku und wird von aufrecht stehenden Megalithen eingerahmt. Die über eine Treppe erreichbare Plattform umfasst einen Innenhof, nahezu rechteckiger Form, von 135 × 130 Metern und einen abgesenkten Hof.

## Sonnenausrichtung
Nach Alexei Vranich und Scott C. Smith wurde Kalasasaya mit klaren Sonnenausrichtungen erbaut und im Laufe der Jahrhunderte seien die Bereiche und Mittel zur Würdigung der Sonnenausrichtungen mit Plätzen und kunstvollen Andesitkonstruktionen erweitert worden.
Kalasasaya ist nach den vier Himmelsrichtungen ausgerichtet. Östlich des Hauptplatzes liegt ein halbunterirdischer Tempel, von dem eine Treppe mit einem Tor heraufführt. Am Tag der Tagundnachtgleiche geht die Sonne im Zentrum dieses Tores auf. Wissenschaftler sehen daher die Kalasasaya als Sonnenobservatorium aus der Vor-Inka-Zeit an.

## Datierung
Der genaue Entstehungszeitraum der Kalasasaya ist Gegenstand wissenschaftlicher Spekulationen. Radio-Karbon-Messungen lassen ein Alter von 2000 Jahren vermuten.

## Galerie

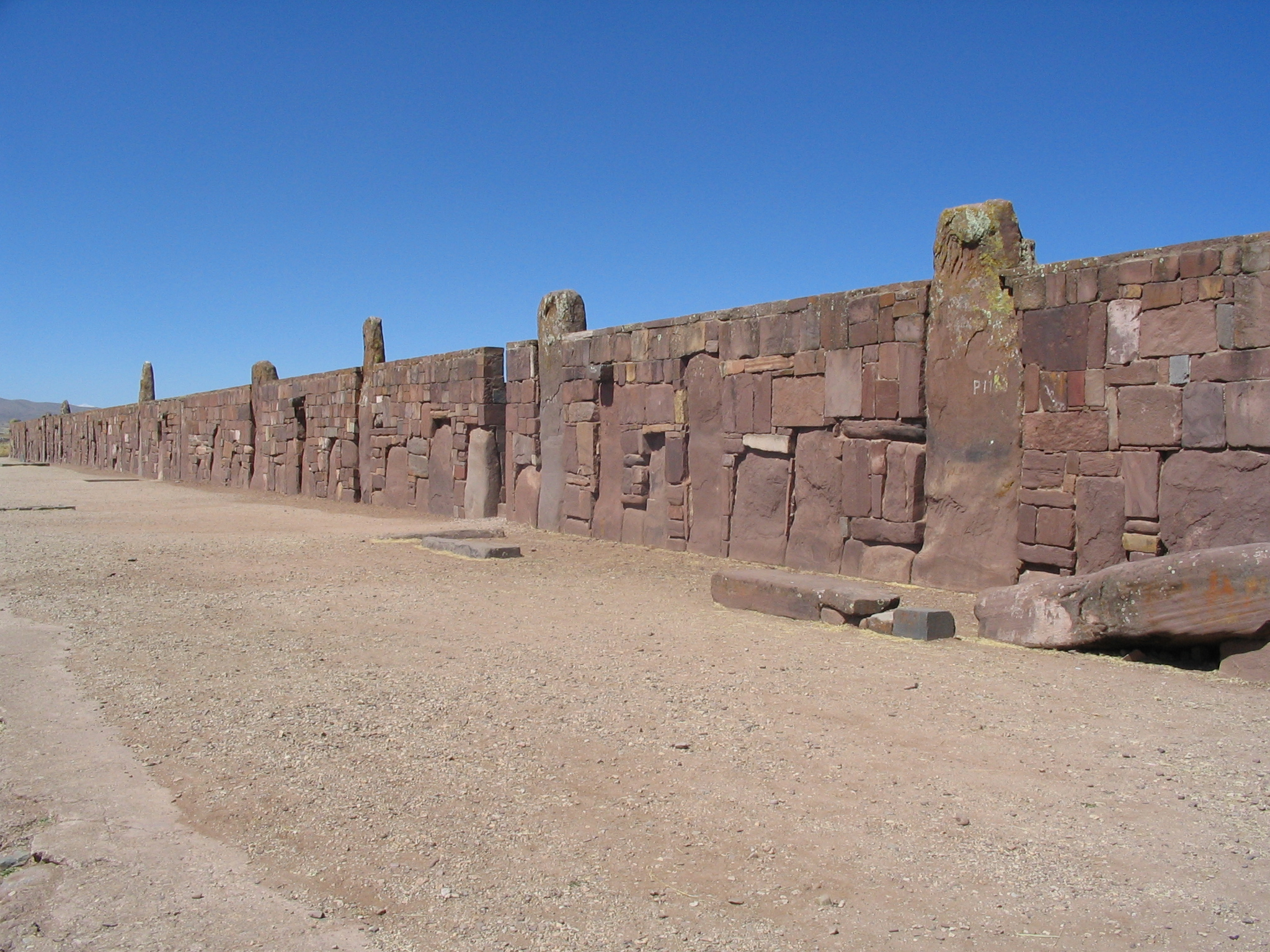
Amateurarchäologisch rekonstruierte Außenmauern der Kalasasaya
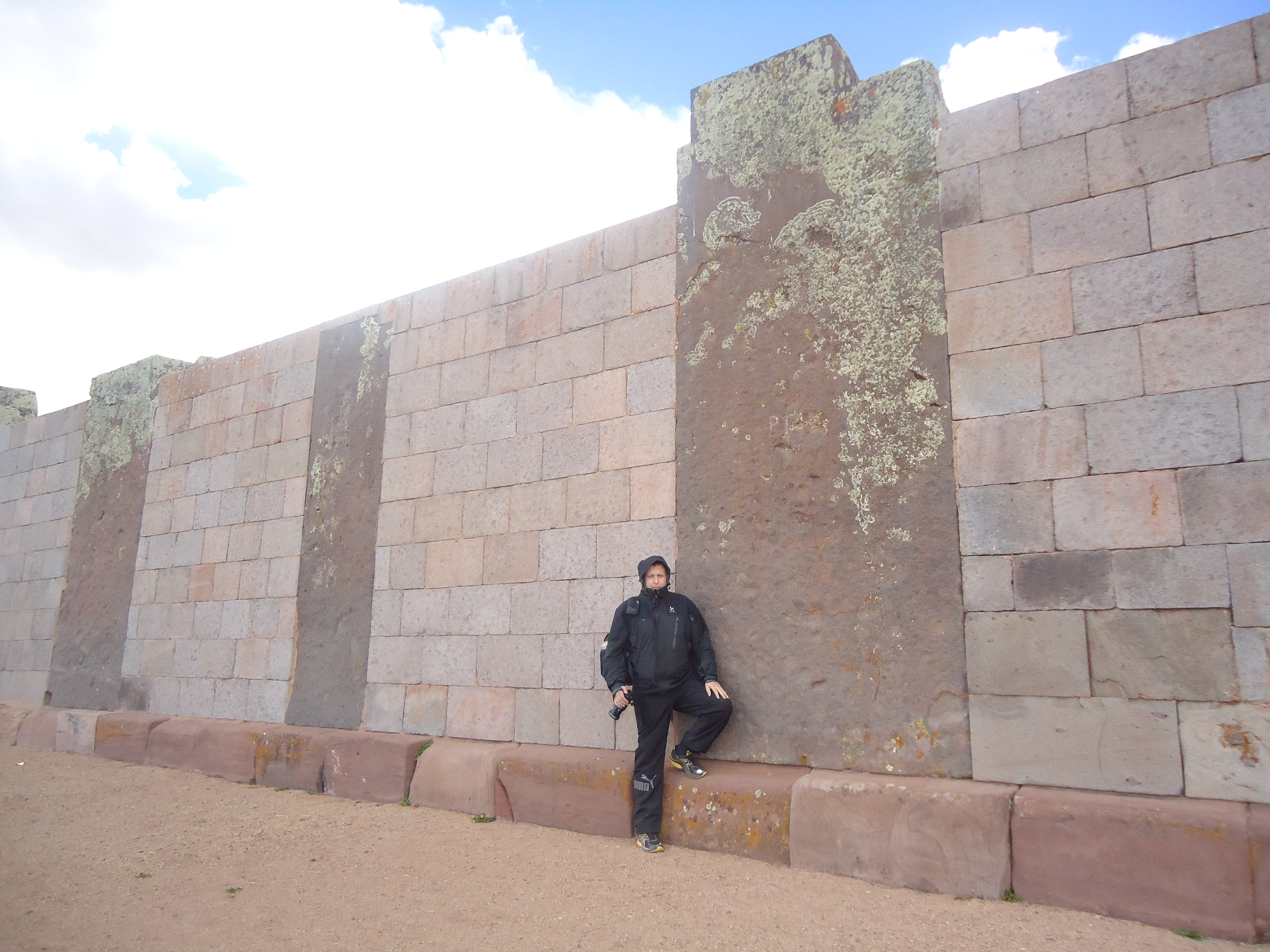
Rekonstruierte Außenmauer (lediglich die Füllsteine wurden zum großen Teil rekonstruiert) hinter der Putuni-Plattform (West-Kalasasaya)